# رحلات الريح
رحلات الريح ((بالإسبانية: Los viajes del viento)‏) هو فيلم صدر في 2009 م، وهو فيلم كولومبي أرجنتيني ألماني هولندي مشترك من صنف الأفلام الدرامية. أُخرج الفيلم وكُتب من قبل سيرو جيرا. وقد صُور هذا الفيلم في ثمانين موقعاً شمال كولومبيا. كان الفيلم قد أُختير ضمن القائمة الكولومبية لجائزة الأوسكار لأفضل فيلم بلغة أجنبية لحفل توزيع جوائز الأوسكار الثاني والثمانون، لكنه لم يُرَشَّح.

## وصلات خارجية
- رحلات الريح على موقع IMDb (الإنجليزية)
- رحلات الريح على موقع روتن توميتوز (الإنجليزية)
- رحلات الريح على موقع نتفليكس (الإنجليزية)
- رحلات الريح على موقع ألو سيني (الفرنسية)
- رحلات الريح على موقع Turner Classic Movies (الإنجليزية)
- رحلات الريح على موقع أول موفي (الإنجليزية)
- رحلات الريح على موقع فيلمافينيتي (الإسبانية)
- رحلات الريح على موقع قاعدة بيانات الفيلم (الإنجليزية)
- رحلات الريح على موقع ليتربوكسد (الإنجليزية)
- رحلات الريح على موقع كينوبويسك (الروسية)

- Los viajes del viento at Proimágenes Colombia